# Musée et galerie d'art de Brighton
Le musée et galerie d'art de Brighton (Brighton Museum & Art Gallery) est un musée dépendant de la ville de Brighton et Hove, au Sud-Est de l'Angleterre. Il fait partie des pavillons et musées royaux de Brighton et Hove.

## Histoire
Les bâtiments qui abritent les collections du musées furent originellement construits pour le prince de Galles sous George IV et furent complétés en 1805. Ils devaient servir de courts de tennis mais ne furent jamais terminés et servirent de baraquement à chevaux.
À la mort de Georges IV en 1830, son successeur Guillaume IV résida également dans le pavillon lors de sa visite de Brighton, cependant, après la dernière visite de la reine Victoria en 1845, le gouvernement planifia la vente et la destruction de l'édifice. Une demande de la part de la ville fut adressée au gouvernement pour qu'il vendit l'édifice à la ville de Brighton, ce qu'il fit pour 53 000 £ en 1850.
En septembre 1851 le pavillon fut déclaré être un musée, et il accueillit sa première exposition deux mois plus tard, exposant des artistes locaux (Copley Fielding). La salle des expositions était à l'origine la galerie sud qui est maintenant une salle de conférences depuis que les expositions se déroulent dans ce qui était les cuisines.
Les bâtiments annexes furent également utilisés comme musées à partir du début 1856 et font partie du dôme de Brighton, dédié aux expositions temporaires.
Le musée et la galerie d'art occupèrent leur site actuel dès 1902, une rénovation majeure eut lieu en 2002 pour 10 millions de livres. L'entrée traditionnelle par le dôme fut alors changée.